# Останній шанс (фільм, 1978)
Останній шанс (рос. Последний шанс) — радянський художній фільм 1978 року, знятий на Кіностудії ім. М. Горького.

## Сюжет
У ПТУ приходить умовно засуджений підліток Слава Горохов. Чуйний і тактовний майстер Єршов не піддається на вмовляння колективу, який відразу ж «зламав зуб» на інфантильному лобурі, а спокійно прокладає стежки-доріжки до душі хлопця.

## У ролях
- Андрій Мартинов — Радислав Матвійович Єршов, майстер в ПТУ
- Леонід Каюров — Славка Горохов, учень ПТУ
- Олег Єфремов — Михайло Іванович Горохов, батько Славки, вантажник-п'яниця в розлученні, в минулому робітник заводу
- Марина Левтова — Надя Ніколаєва, учениця ПТУ, комсорг
- Андрій Харибін — Віктор Нікушкін, учень ПТУ
- Анатолій Кузнецов — Кирило Дмитрович, директор ПТУ
- Любов Соколова — Варвара Яківна Тімохова, інспектор у справах неповнолітніх
- Людмила Шагалова — мати Славки Горохова
- Валентина Ананьїна — мати Єршова
- Наталія Гвоздікова — Лариса Леонідівна, викладач ПТУ, дружина Єршова
- Олександр Кавалеров — дружинник
- Ольга Бітюкова — Брикіна, учениця ПТУ
- Володимир Звягін — учень ПТУ
- Микола Парфьонов — Нефьодов, начальник відділення народної дружини
- Антон Табаков — учень ПТУ
- Юрій Чернов — затриманий у відділенні дружини
- Владислав Сердюк — слідчий
- Анатолій Грачов — Микола Сергійович Глушко, головний інженер базового підприємства ПТУ
- Костянтин Кравинський — учень ПТУ

## Знімальна група
- Режисер — Едуард Гаврилов
- Сценаристи — Ірина Рабкіна, Борис Рабкін
- Оператор — Володимир Архангельський
- Композитор — Веніамін Баснер
- Художник — Борис Дуленков